# Olga Blahotová
Olga Blahotová (24 januari 1976) is een voormalig tennisspeelster uit Tsjechië.
In 2004 speelde ze haar eerste grandslam door met Gabriela Navrátilová uit te komen op het damesdubbeltoernooi van Roland Garros. In het enkelspel strandde ze steevast in de kwalificatieronden. 
Sinds 2008 komt ze uit onder de naam Olga Vymetálková.
In 2012 stopte ze met professioneel tennis.

## Posities op deWTA-ranglijst
Positie per einde seizoen:
| jaar | rang enkelspel | rang dubbelspel |
| ---- | -------------- | --------------- |
| 1994 | 983            | 531             |
| 1995 | 527            | 301             |
| 1996 | 456            | 284             |
| 1997 | 443            | 199             |
| 1998 | 397            | 222             |
| 1999 | 287            | 205             |
| 2000 | 272            | 216             |
| 2001 | 212            | 209             |
| 2002 | 232            | 161             |
| 2003 | 171            | 148             |
| 2004 | 252            | 92              |
| 2005 | 187            | 166             |
| 2006 | 270            | 185             |
| 2007 | 491            | 304             |

## Palmares
| Legenda                |
| ---------------------- |
| Grandslamtoernooi      |
| Olympische Spelen      |
| Year-End Championships |
| Tier I                 |
| Tier II                |
| Tier III               |
| Tier IV & V            |

### WTA-finaleplaatsen enkelspel
geen

### WTA-finaleplaatsen vrouwendubbelspel
| nr.              | finale     | toernooi     | ondergrond | partner              | tegenstandsters                       | score         |         |
| ---------------- | ---------- | ------------ | ---------- | -------------------- | ------------------------------------- | ------------- | ------- |
| gewonnen finales |            |              |            |                      |                                       |               |         |
| geen             |            |              |            |                      |                                       |               |         |
| verloren finales |            |              |            |                      |                                       |               |         |
| 1.               | 2004-03-07 | WTA Acapulco | gravel     | Gabriela Navrátilová | Lisa McShea Milagros Sequera          | 6-2, 6-7, 4-6 | details |
| 2.               | 2004-04-18 | WTA Estoril  | gravel     | Gabriela Navrátilová | Emmanuelle Gagliardi Janette Husárová | 3-6, 2-6      | details |

## Resultaten grandslamtoernooien
| Legenda | Legenda                          |
| ------- | -------------------------------- |
| g.t.    | geen toernooi gehouden           |
| l.c.    | lagere categorie                 |
| –       | niet deelgenomen                 |
| G       | uitgeschakeld in de groepsfase   |
| 1R      | uitgeschakeld in de eerste ronde |
| 2R      | uitgeschakeld in de tweede ronde |
| 3R      | uitgeschakeld in de derde ronde  |
| 4R      | uitgeschakeld in de vierde ronde |
| KF      | uitgeschakeld in de kwartfinale  |
| HF      | uitgeschakeld in de halve finale |
| F       | de finale verloren               |
| W       | het toernooi gewonnen            |
| w-v     | winst/verlies-balans             |

### Enkelspel
geen

### Vrouwendubbelspel
| toernooi        | 2004 | 2005 |
| --------------- | ---- | ---- |
| Australian Open | –    | 1R   |
| Roland Garros   | 1R   | –    |
| Wimbledon       | 1R   | –    |
| US Open         | 1R   | –    |